# Дикастерия богослужения и дисциплины таинств
Дикастерия богослужения и дисциплины таинств (лат. Dicasterium de Cultu Divino et Disciplina Sacramentorum), ранее известна как Конгрегация богослужения и дисциплины таинств (лат. Congregatio de Cultu Divino et Disciplina Sacramentorum) — одна из 16 дикастерий Римской курии, которая занимается большинством дел, связанных с литургической практикой латинского обряда Римско-католической церкви, в отличие от Восточных обрядов, находящихся в компетенции Восточных Католических Церквей, а также некоторыми техническими вопросами, касающимися Таинств.
Кардинал Артур Роше является префектом с 27 мая 2021 года, архиепископ Витторио Франческо Виола, O.F.M. — секретарь Конгрегации, епископ Аурелио Гарсиа Масиас — унтер-секретарь (заместитель секретаря).

## Название Дикастерии
- Священная конгрегация обрядов (1588—1969);
- Священная Конгрегация дисциплины таинств (1908—1969);
- Священная Конгрегация богослужения (1969—1975);
- Священная Конгрегация таинств и богослужения (1975—1984);
- Конгрегация богослужения (1984—1988);
- Конгрегация таинств (1984—1988);
- Конгрегация богослужения и дисциплины таинств (1988—2022);
- Дикастерия богослужения и дисциплины таинств (с 2022).

## История
Конгрегация богослужения и дисциплины таинств (лат. Congregatio de Cultu Divino et Disciplina Sacramentorum) была образована папой римским Павлом VI путём слияния 11 июля 1975 года (апостольская конституция Constans nobis) Конгрегации богослужения, образованной 8 мая 1969 года (апостольская конституция Sacra Rituum Congregatio), и Конгрегации дисциплины таинств, образованной 29 июня 1908 года (апостольская конституция папы Пия X Sapienti Consilio). Исторически она восходит к Конгрегации обрядов, созданной папой Сикстом V 22 января 1588 года.
Эта Конгрегация — прямой преемник Священной Конгрегации дисциплины таинств (Sacra Congregatio de Disciplina Sacramentorum) (1908—1969).
В 1975 году этой Конгрегации дали название Священная Конгрегация таинств и богослужения (Congregatio de Sacramentis et Cultu Divino) и включили функции Священной Конгрегации богослужения (Sacra Congregatio pro Cultu Divino), которая была создана в 1969 году, чтобы брать ответственность за литургические дела, предварительно обработанные Священной Конгрегацией обрядов (Sacra Rituum Congregatio) (1588—1969).
В деятельности Конгрегации имелся перерыв в 1984—1988, когда Конгрегация недолго была повторно разделена на Конгрегацию Таинств (Congregatio de Sacramentis) и Конгрегацию Богослужения (Congregatio de Cultu Divino), управлявшихся одним и тем же префектом.
19 марта 2022 года Папа римский Франциск провозгласил апостольскую конституцию «Praedicate Evangelium» (с лат. — «Провозглашать Евангелие»), которая кардинальным образом реформирует Римскую курию и заменила апостольскую конституцию «Pastor Bonus» 1988 года, изданную Иоанном Павлом II. Вступила в силу 5 июня 2022 года. Были упразднены конгрегации, папские советы и созданы дикастерии.

## Структура и обязанности
В компетенцию Дикастерии входит наблюдение за правильностью совершения богослужений, надлежащим почитанием мощей, а также за соответствием вероучению молитв и практик благочестия. Конгрегация занимается литургическими текстами, проверкой переводов богослужебных текстов на национальные языки, а также вопросами церковной музыки.
В состав Дикастерии богослужения и дисциплины таинств входят Специальная Комиссия по рассмотрению случаев юридической недействительности рукоположения и диспенсации от обязанностей дьякона и пресвитера, а также Специальная комиссия по рассмотрению случаев диспенсации от благословлённого Римской церковью, но не завершённого таинства брака.
Апостольская конституция Pastor Bonus, выпущенная папой римским Иоанном Павлом II 28 июня 1988 года, устанавливала следующие функции конгрегации:
регулирование и содействие литургии, прежде всего таинств.
административное регулирование таинств, особенно относительно их имеющего силу и законного празднования.
продвижение литургической пасторской деятельности, особенно относительно празднования Евхаристии.
составление и пересмотр литургических текстов.
рассмотрение специфических календарей и надлежащих текстов для Мессы и Литургии часов.
предоставление recognitio к переводам литургических книг и их адаптации
продвижение литургического апостолата или священной музыки, песен или искусства.
обеспечение точного соблюдения литургических норм и предотвращение и устранение злоупотреблений, где они найдены или существуют.
исследование факта незавершения брака и существовании дел для предоставления диспенсации.
исследование случаев относительно ничтожности рукоположения.
регулирование культа мощей, подтверждение небесных покровителей.
рассмотрение и назначение канонических коронаций для особо чтимых икон и изображений Христа и Девы Марии предоставления прав малой базилики.
предоставление помощи епископам так, чтобы просьбы и набожные упражнения христиан могли быть созданы и поддержан на высоком уровне благочестия.

## Состав Дикастерии
Членами Дикатсерии на август 2022 года являются:
Кардиналы
- Питер Кодво Аппиа Тарксон (с 2005 года)
- Йосип Бозанич (с 2003 года)
- Петер Эрдё (с 2005 года)
- Жан-Пьер Рикар (с 2010 года)[2]
- Анджело Баньяско (с 2008 года)[3]
- Казимеж Ныч (с 2010 года))[4]
- Альберт Малькольм Ранжит Патабендиге Дон (с 2010 года))
- Райнер Мария Вёльки (с 2016 года)
- Джон Олорунфеми Онаийекан (с 2016 года)
- Пьетро Паролин (с 2016 года)
- Жераль Сиприан Лакруа (с 2016 года)
- Филипп Накеллентуба Уэдраого
- Джон Дью (с 2016 года)
- Рикардо Бласкес Перес (с 2016 года)
- Арлинду Гомеш Фуртаду (с 2016 года)
- Мауро Пьяченца
- Джанфранко Равази (с 2016 года)
- Антонио Вельо (с 2012 года)[5]
- Беньямино Стелла (с 2016 года)
- Доминик Мамберти

Архиепископы и епископы
- Мишель-Мари-Бернар Кальве SM (с 2005 года)
- Доминик Джала (с 2016 года)
- Доменико Соррентино (с 2016 года)
- Дэнис Джеймс Харт (с 2016 года)
- Пьеро Марини (с 2016 года)
- Бернар-Никола Жан-Мари Обертен (с 2016 года)
- Ромуло Хеолина Вальес (с 2016 года)
- Лоренсо Вольтолини-Эсти (с 2016 года)
- Хулиан Лопес Мартин (с 2010 года)[2]
- Артур Джозеф Серрателли (с 2016 года)
- Алан Хоупс (с 2016 года)
- Клаудио Маньяго (с 2016 года)
- Маркус Бернт Эйдсвиг (с 2016 года)
- Мигель Анхель Д’Аннибале (с 2016 года)
- Жозе Мануэл Гарсиа Кордейру (с 2016 года)
- Шарль Мореро (с 2016 года)
- Жан-Пьер Квамбамба Мази (с 2016 года)
- Бенни Марио Травас (с 2016 года)
- Иоанн Боско Чанг Шин-Хо (с 2016 года)

## Руководство

### Кардиналы-префекты Конгрегации дисциплины таинств (1908—1975)
- кардинал Доменико Феррата — (26 октября 1908 — 2 января 1914 — назначен секретарём Верховной Священной Конгрегации Священной Канцелярии);
- кардинал Филиппо Джустини — (14 октября 1914 — 18 марта 1920, до смерти);
- кардинал Микеле Лега — (20 марта 1920 — 16 декабря 1935, до смерти);
- кардинал Доменико Йорио — (20 декабря 1935 — 21 октября 1954, до смерти);
- кардинал Бенедетто Алоизи Мазелла — (27 октября 1954 — 11 января 1968, в отставке);
- кардинал Франческо Карпино — про-префект (7 апреля — 26 июня 1967 — назначен архиепископом Палермо);
- кардинал Фрэнсис Джон Бреннан — (15 января 1968 — 2 июля 1968, до смерти);
- кардинал Антонио Саморе — (1 ноября 1968 — 25 января 1974 — назначен архивариусом Святой Римской Церкви);
- кардинал Джеймс Роберт Нокс — (25 января 1974 — 1 августа 1975 — назначен префектом Священной Конгрегации богослужения и дисциплины таинств).

### Кардиналы-префекты Конгрегации богослужения (1969—1975)
- кардинал Бенно Вальтер Гут (7 мая 1969 — 8 декабря 1970, до смерти);
- кардинал Артуро Табера Араос (20 февраля 1971 — 8 сентября 1973 — назначен префектом Священной Конгрегации по делам монашествующих и светских институтов);
- кардинал Джеймс Роберт Нокс — (25 января 1974 — 1 августа 1975 — назначен префектом Священной Конгрегации богослужения и дисциплины таинств).

### Кардиналы-префекты Конгрегации богослужения и дисциплины таинств (1975—2022)
- кардинал Джеймс Роберт Нокс — (1 августа 1975 — 4 августа 1981 — назначен председателем Папского Совета по делам семьи);
- кардинал Джузеппе Казория — (24 августа 1981 — 8 апреля 1984, в отставке);
- кардинал Пауль Августин Майер, O.S.B., — (8 апреля 1984 — 1 июля 1988 — назначен председателем Папской Комиссии Ecclesia Dei);
- кардинал Эдуардо Мартинес Сомало — (1 июля 1988 — 21 января 1992 — назначен префектом Конгрегации по делам институтов посвящённой жизни и обществ апостольской жизни);
- кардинал Антонио Мария Хавьерре Ортас — (24 января 1992 — 21 июня 1996, в отставке);
- кардинал Хорхе Артуро Медина Эстевес — (21 июня 1996 — 1 октября 2002, в отставке);
- кардинал Фрэнсис Аринзе — (1 октября 2002 — 9 декабря 2008, в отставке);
- кардинал Антонио Каньисарес Льовера — (9 декабря 2008 — 28 августа 2014 — назначен архиепископом Валенсии);
- кардинал Робер Сара — (24 ноября 2014 — 20 февраля 2021, в отставке);
- архиепископ Артур Роше — (27 мая 2021 — 5 июня 2022).

### Кардиналы-префекты Дикастерии богослужения и дисциплины таинств (с2022 года)
- кардинал Артур Роше — (27 мая 2021 — 5 июня 2022).

## Секретари Конгрегации
- монсеньор Франческо Браччи — (30 декабря 1935 — 15 декабря 1958 — возведён в кардиналы);
- архиепископ Чезаре Дзерба — (18 декабря 1958 — 26 января 1965 — возведён в кардиналы);
- архиепископ Джакомо Виолардо — (26 января 1965 — 28 апреля 1969 — возведён в кардиналы);
- архиепископ Джузеппе Казория — (9 апреля 1969 — 2 февраля 1973 — назначен секретарём Конгрегации по канонизации Святых);
- архиепископ Антонио Инноченти — (26 февраля 1973 — 4 октября 1980 — назначен апостольским нунцием в Испании);
- архиепископ Луиджи Дадальо — (4 октября 1980 — 8 апреля 1984 — назначен про-великим пенитенциарием Святой Римской Церкви);
- архиепископ Вирджилио Ноэ — (30 января 1982 — 24 мая 1989 — назначен архипресвитером собора Святого Петра);
- архиепископ Лайоша Када — (28 июня 1989 — 22 августа 1991 — назначен апостольским нунцием в Германии);
- архиепископ Жералду Мажела Агнелу — (16 сентября 1991 — 13 января 1999 — назначен архиепископом Сан-Салвадора-да-Байя);
- архиепископ Франческо-Пио Тамбуррино, O.S.B.Subl. — (27 апреля 1999 — 2 августа 2003 — назначен архиепископом Фоджи-Бовино);
- архиепископ Доменико Соррентино — (2 августа 2003 — 19 novembre 2005 — назначен архиепископом, персональный титул, Ассизи-Ночеры-Умбры-Гвальдо Тадино);
- архиепископ Альберт Малькольм Ранжит Патабендиге Дон — (10 декабря 2005 — 16 июня 2009 — назначен архиепископом Коломбо);
- архиепископ Джозеф Августин Ди Нойя, O.P. — (16 июня 2009 — 26 июня 2012 — назначен вице-председателем Папской Комиссии Ecclesia Dei);
- архиепископ Артур Роше — (26 июня 2012 — 27 мая 2021 — назначен префектом Конгрегации богослужения и дисциплины таинств);
- архиепископ Витторио Франческо Виола, O.F.M. — (27 мая 2021 — 5 июня 2022).

## Секретари Дикастерии
- архиепископ Витторио Франческо Виола, O.F.M. — (5 июня 2022 — по настоящее время).

## Заместители секретаря Конгрегации
- священник Вирджилио Ноэ — (9 мая 1969 — 1 августа 1975 — назначен заместителем секретаря по делам богослужения Священной Конгрегации богослужения и дисциплины таинств);
- монсеньор Пьеро Марини — (1 апреля 1985 — 24 февраля 1987 — назначен обер-церемониймейстером Папского двора);
- монсеньор Пере Тена-и-Гаррига — (29 июля 1987 — 9 июня 1993 — назначен вспомогательным епископом Барселоны);
- монсеньор Кармело Николози — (14 октября 1993 — 2 июля 1997, в отставке);
- монсеньор Винченцо Феррара — (2 октября 1997 — 2003, в отставке);
- монсеньор Марио Марини — (2 октября 1997 — 7 июля 2007 — назначен секретарём-адъюнктом Папской Комиссии Ecclesia Dei);
- священник Энтони Уорд, S.M. — (15 марта 2007 — 5 ноября 2014, в отставке);
- монсеньор Хуан Мигель Феррер Гренеше — (4 июля 2009 — 5 ноября 2014, в отставке);
- священник Коррадо Маджони, S.M.M. — (5 ноября 2014 — 27 мая 2021, в отставке);
- епископ Аурелио Гарсиа Масиас — (5 июня 2022 — по настоящее время).

## Заместители секретаря Дикастерии
- епископ Аурелио Гарсиа Масиас — (5 июня 2022 — по настоящее время).